# Teresa Świeży-Klimecka
Teresa Świeży-Klimecka (ur. 24 października 1928 we Lwowie, zm. 2 stycznia 2003 w Krakowie) – artystka malarka. Uprawiała malarstwo sztalugowe i ścienne.

## Życiorys
Mieszkała i uczęszczała do szkoły powszechnej w Brzuchowicach k. Lwowa. Studiowała w Szkole Przemysłu Artystycznego we Lwowie. Po przyjeździe do Krakowa w 1945 r. zdała egzamin do Akademii Sztuk Pięknych na Wydział Malarstwa Sztalugowego, pod kierunkiem prof. Jerzego Fedkowicza, następnie prof. Fryderyka Pautscha. Dyplom obroniła – z wyróżnieniem – u prof. Zbigniewa Pronaszki. W 1954 ukończyła Akademię, otrzymując dyplom z wyróżnieniem. Od 1957 roku była członkiem zwyczajnym Związku Polskich Artystów Plastyków. Od tej pory brała udział w życiu artystycznym i społecznym w Polsce i za granicą (np. Kraków, zamek w Lipowcu, Sandomierz, Myślenice, a także we Francji i w Niemczech). Była laureatką licznych nagród i wyróżnień, otrzymała m.in. srebrną odznakę Ministra Żeglugi. Jej obrazy znajdują się w zbiorach Ministerstwa Spraw Zagranicznych, Towarzystwa Przyjaciół Sztuk Pięknych, w muzeach w Chrzanowie i Rawiczu, a także w licznych kolekcjach prywatnych.
Uczestniczyła w ponad stu wystawach – okręgowych, okolicznościowych, ogólnopolskich i zagranicznych. Należała do Stowarzyszenia Marynistów Polskich. Otrzymała wiele nagród i wyróżnień – artystycznych i państwowych. Zajmowała się również konserwacją dzieł sztuki, zwłaszcza polichromii ściennej, także tej w kościele SS. Norbertanek.
Teresa Świeży-Klimecka z Krakowskim Salwatorem związana była nie tylko poprzez tematykę swoich prac. Działała również w Zwierzynieckim Kole Przyjaciół Sztuk Wszelkich. W Zwierzynieckim Salonie Artystycznym wielokrotnie mogliśmy oglądać jej prace. Przygotowana wystawa – we współpracy z synem artystki Jackiem Klimeckim, w rok po jej śmierci w 2003 r. – jest dowodem pamięci i uznania dla twórczości Teresy Świeży-Klimeckiej.